# Jindra Šimek
 Jindra Šimek  (11. července 1901 Doudleby nad Orlicí – 10. prosince 1979 Rokytnice v Orlických horách) byl český akademický malíř.

## Život
Studoval soukromě u Aloise Kalvody, Františka Kavána a Oty Bubeníčka (1943). Poté v roce 1945 začal studium u profesora Otakara Nejedlého na AVU v Praze (absolvoval 1948). Jako mladý podnikl i studijní cesty za novým malířstvím po Itálii, Jugoslávii, Bulharsku a Rakousku.
Věnoval se krajinomalbě. Kromě obecnějšího krajinářského zaměření byla zejména v 60. a 70. letech 20. století centrem Šimkovy tvorby krajina Orlických hor a navazujícího podhůří, odkud pocházel. Více než jiní umělci v tomto oboru věnoval pozornost stavebním památkám, které se často stávaly dominantou výjevů (např. Anenský sál na zámku v Rokytnici). V jeho díle se také objevují krajinné motivy z románů Aloise Jiráska, mající vztah k Podorlicku. V posledních letech svého života vytvořil mnoho grafických listů s motivy Podorlicka a Novoměstska.
Restauroval a maloval oltářní obrazy, např. v Neratově či v Klášterci nad Orlicí.
Žil v Rokytnici v Orlických horách na místní faře. Nějaký čas na vrcholu své tvorby žil také ve Vamberku.

## Výstavy

### Samostatné výstavy
- 1928 Vimperk
- 1930 Tábor, Sušice
- 1950 Klatovy[1]

### Kolektivní
- 1950 celostátní přehlídka Výtvarná úroda v Praze[1]

## Ocenění
V roce 2001 mu bylo in memoriam uděleno čestné občanství města Rokytnice v Orlických horách. Jindřich Šimek žil a pracoval část svého života v Rokytnici, kde také zemřel. Titul převzala dcera Marta Hroníková z Prahy.